# Тархов, Виктор Захарович
Виктор Захарович Тархов (11 апреля 1854, Воронежская губерния — после 1917) — российский государственный и военный деятель, руководитель нескольких жандармских управлений. Генерал-майор.

## Биография
Родился 11 апреля 1854 года в семье потомственных почётных граждан Воронежской губернии. Православный.
Окончил Гродненскую классическую гимназию. С 11 августа 1872 года по 14 ноября 1876 года обучался в Гельсингфорском пехотном юнкерском училище, выпущен по 1-му разряду в чине прапорщика.
С 1876 по 1887 год служил в 111 Донском пехотном полку.
С 1 декабря 1887 года переведен в Отдельный корпус жандармского управления. С 8 декабря 1887 года — адъютант Гродненского губернского жандармского управления.
С 1890 года — начальник ряда отделений жандармских управлений на железной дороге. С 23 июня 1890 года — Сызранского отделения Самарского жандармского полицейского управления на железной дороге, с 28 июня 1896 года — Аткарского отделения Рязанско-Уральского жандармского полицейского управления на железной дороге, с 17 июля 1898 года — Курского отделения Московского жандармского полицейского управления на железной дороге.
С 19 февраля 1904 года — начальник Воронежского губернского жандармского управления. Находясь на данной должности 12 января 1905 года лично руководил разгоном митинга рабочих воронежских заводов на площади «Старый бег».
С 1 июля 1915 года — начальник Калужского губернского жандармского управления.
28 сентября 1917 года уволен со службы по прошению с мундиром и пенсией.
Дальнейшая судьба неизвестна.

## Награды
- Орден Святой Анны I степени (06.12.1916)[1]
- Орден Святой Анны II степени
- Орден Святой Анны III степени (1895)
- Орден Святой Анны IV степени
- Орден Святого Владимира III степени (1907)
- Орден Святого Владимира IV степени (1905)
- Орден Святого Станислава I степени (22.03.1915)[2]
- Орден Святого Станислава II степени (1901)
- Орден Святого Станислава III степени (1881)
- Пожалован Императором Николаем II золотыми часами на цепочке с изображением государственного герба (1901)

## Чины и звания
- прапорщик (14.11.1876)
- подпоручик (09.04.1978)
- поручик (22.09.1879)
- штабс-капитан (20.03.1885)
- ротмистр (30.08.1888)
- подполковник (26.02.1897)
- полковник (28.03.1904)
- генерал-майор (06.12.1912)

## Семья
- Брат — Тархов, Василий Захарович (1845—1901) — статский советник, управляющий Вологодской контрольной палаты, член правления попечительного общества о Домах трудолюбия в городе Вологде. Похоронен на территории Свято-Климентовского мужского монастыря[3].

Был женат, имел 6 детей.

## Отзывы современников
В документах чиновников, курировавших жандармское направление характеризовался посредственно.
«…малодеятельный, совершенно не умеет организовать и вести наблюдение, а также приобретать сотрудников и занимается только перепиской и представительством…»